# 挑竹籤
挑籤（英語：Mikado），又名五色竹籤、米卡多遊戲棒、挑棍、挑棒等，是一種傳統玩具，適合二至四人遊玩，而遊玩期間只需使用一盒附有顏色的竹籤。

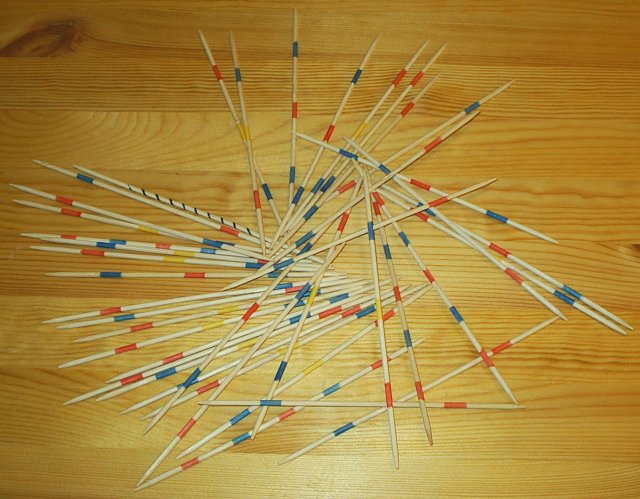
傳統版本的竹籤

## 玩法

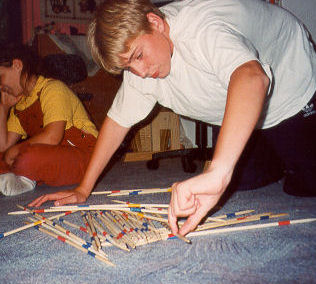
遊玩過程

玩家先用手握著整束竹籤，豎立在桌面上，然後突然放手，讓竹籤自然地散在桌面，堆成圓形。若竹籤散落的位置不佳（例如大部分竹籤分散，沒有一支疊著另一支、最高分的竹籤處於一個容易提取的位置等），導致遊戲刺激性減低，玩家可以選擇重復以上步驟，直到散落的位置較佳為止。然後其中一個玩家能在不移動到其他竹籤的前提下，把竹籤逐一取走，直到移動到其他竹籤為止，並輪到下一個玩家，如此類推。直到所有的竹籤都被取走後，就可以計算玩家所得分數，分數最高者勝出。

### 計分方法
傳統竹籤以紅色、藍色及黃色標示該竹籤所值分數，只需把各竹籤代表的分數乘以其數量就能得到該玩家的總分。得到玩家分數後，可把所有玩家的分數加起來，並核對其是否跟竹籤分數總和相同，以確定玩家沒計錯分數。
| 名稱             | 顏色               | 分值             | 數量             | 總分  |
| ---------------- | ------------------ | ---------------- | ---------------- | ----- |
| 皇帝             | 藍色螺旋紋         | 20分             | 1支              | 20分  |
| 大臣             | 藍紅藍相間條紋     | 10分             | 5支              | 50分  |
| 僧人             | 紅藍紅藍紅相間條紋 | 5分              | 5支              | 25分  |
| 武士             | 藍黃紅相間條紋     | 3分              | 10支             | 30分  |
| 苦力             | 藍紅相間條紋       | 2分              | 10支             | 20分  |
| 所有竹籤分數總和 | 所有竹籤分數總和   | 所有竹籤分數總和 | 所有竹籤分數總和 | 145分 |

## 其他種類

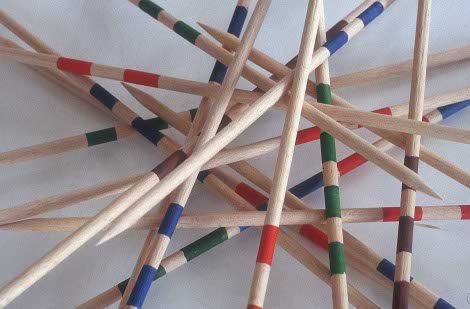
其他版本的竹籤

有些其他版本的竹籤，顏色及分值都跟傳統版本有異。
| 顏色                                 | 分數             | 數量             | 總分  |
| ------------------------------------ | ---------------- | ---------------- | ----- |
| 藍色螺旋紋                           | 20分             | 1支              | 20分  |
| 兩條黃色或黑色條紋，分別處於竹籤末端 | 10分             | 5支              | 50分  |
| 五條橙色條紋                         | 5分              | 5支              | 25分  |
| 三條綠色條紋                         | 3分              | 15支             | 45分  |
| 兩條紅色條紋                         | 2分              | 15支             | 30分  |
| 所有竹籤分數總和                     | 所有竹籤分數總和 | 所有竹籤分數總和 | 170分 |

## 註腳

### 出處
1. 1 2 3 4  . 香港成报网. 2013-12-02  [2015-02-16]. （原始内容存档于2015-02-16） （中文（繁體））.
2. 1 2 3 4  . 香港仔浸信會呂明才書院.   [2015-02-16]. （原始内容存档于2016-03-04） （中文（繁體））.
3. ↑  . 奉化锦溪小学.   [2015-02-16]. （原始内容存档于2015-02-16） （中文（简体））.
4. 1 2 3  . Everything2.com. 2013-07-31  [2015-02-16]. （原始内容存档于2021-10-28） （英语）.
5. ↑  . eHow.   [2015-02-16]. （原始内容存档于2016-04-09） （英语）.